# Nachweisverordnung
Die deutsche Nachweisverordnung ist eine Ausführungsbestimmung zum Kreislaufwirtschaftsgesetz (KrWG) zur Dokumentation der Abfallbewirtschaftung, die der Überwachung der Polizeibehörden unterliegt. Dazu werden ihnen weitere Kontrollinstrumente gegeben, indem die Verordnung streng formell regelt, welche Belege zuerst für eine vorgesehene und dann zum Beleg der erfolgten Entsorgung bestimmtere Abfälle verlangt werden und wer dazu wie Register zu führen hat. Zugleich dient das der Erfüllung der Verpflichtung aller Beteiligten, sich untereinander die ordnungsgemäße Entsorgung nachzuweisen. Erfasst werden gefährliche Abfälle; in Einzelfall kann die Überwachungsbehörde auch Abfälle, die nicht im Sinne des Europäischen Abfallartenkataloges als (besonders) gefährlich zu bewerten sind, diesem Nachweissystem unterwerfen. Für (nicht gefährliche) gewerbliche Siedlungs- und bestimmte Abbruchabfälle verpflichtet zudem die Gewerbeabfallverordnung zur Dokumentation ihrer Entsorgung, aber nicht in dieser Formenstrenge.
Die Verordnung richtet sich an Abfallerzeuger, -sammler, -beförderer und -entsorger oder -verwerter sowie an Abfallhändler und -makler, nicht jedoch an private Haushalte sowie weitgehend nicht an Erzeuger von Kleinmengen (hier: bis jährlich 2 t gefährliche Abfälle reicht ein Übernahmeschein).
Sie verlangt die Nachweisführung
- vor Beginn der Entsorgung[6] in der Form des Entsorgungsnachweises durch die
  - Erklärung des Erzeugers, Besitzers, Sammlers oder Beförderers zur geplanten Entsorgung,
  - Annahmeerklärung des Abfallentsorgers bzw. Betreibers einer Abfallentsorgungsanlage sowie
  - Bestätigung der Zulässigkeit des vorgesehenen Weges durch das zuständige Amt, die 30 Tage nach Antrag ohne Behördenentscheidung als erteilt gilt[7], und
- über die so durchgeführte Entsorgung[8] in Form von Erklärungen der darin genannten Beteiligten über den Verbleib dieser Abfälle, wobei dieser Begleitschein vom Beförderer (außer bei Schienentransport) mitzuführen[9] ist.

Die vom 1. Mai 2002 bis zum 31. Januar 2007 geltende Fassung (Verordnung über Verwertungs- und Beseitigungsnachweise) wurde durch eine wesentlich veränderte Nachweisverordnung ersetzt. U. a. entfiel der sogenannte vereinfachte Entsorgungsnachweis und seit 1. April 2010 ist das elektronische Abfallnachweisverfahren (eANV) für gefährliche Abfälle zwingend.